# صاروخ مالوتكا

الصاروخ مالوتكا من صنع روسي شرقي، هو صاروخ مضاد للدروع من الجيل الأول، مخصص للرمي على الأهداف المدرعة والعربات والتحصينات، يوجه بواسطة سلك أثناء الطيران، يعرف بالصاروخ سايغر أو بال (AT3) حسب التسمية الغربية.
يمتاز بخفة وزنه وحجمه نسبة إلى باقي الصواريخ الروسية من الجيل الأول، يركب على آليات تحوي على ستة مزاحف إطلاق مثل العربة 1-2BRDM, وعلى آليات تحوي على مزحف واحد فقط مثل العربة 1BMP ويمكن تركيبه على طوافات. ومن الآليات التي يركب عليها أيضاً BTR 40 PB, والعربة التشيكوسلوفاكية -64SKOT OT, أما الاستعمال الأساسي للمالوتكا فهو من القاعدة الأرضية التي تتألف من حقيبتين تحملان على الظهر.
يخدم الصاروخ ثلاثة عناصر: الأول آمر ورام، والثاني ملقم، والثالث مذخر.
يمكن تجهيز القاعدة الأرضية بأربعة صواريخ في آن معاً. ويربض الصاروخ بعيداً عن قاعدة الإطلاق حتى مسافة 18 متراً. مداه الأقصى 3000 متر، والمدى الأدنى الفعال للرمي 500 متر، أما مدة الطيران فهي 27.1 ثانية.
يستعمل هذا الصاروخ من قبل الدول الشرقية وحلف وارسوو يستعمل أيضا من قبل المقاومة الفلسطينية، وقد صنعت منه الصين وكذلك تايوان التي أسمته “KUNWU” وعدّلت قليلاً في رأسه.
- الأقسام الرئيسية لمجموعة الصاروخ مالوتكا:
تتألف مجموعة الصاروخ الأرضية مالوتكا من 3 حقائب. الحقيبة الأولى قماشية وتضم: قاعدة القيادة الأرضية 9 ك 111 آر، المنظار 9 شا 16, البطارية.
الحقيبتان الثانية والثالثة وهما بالمواصفات نفسها حيث تحوي كل منهما على: الصاروخ مالوتكا بحد ذاته، سكة الإطلاق، والملفاف (سلك كهربائي بطول 18 متراً).
- قاعدة إطلاق للصاروخ مالوتكا:
للقاعدة الأرضية 9 ك 111 آر مميزات عددية هي على النحو الآتي:
نسق الرمي: من 2 إلى 3 صواريخ بالدقيقة.
قطاع الرمي على مسافة 500 م: 9 درجات أو 150 ألفي شرقي.
قطاع الرمي من 1000 م حتى 3000 م: 22 درجة أو 375 ألفي شرقي.
الوزن مع الحقيبة القماشية: 12.4 كلغ.
نوع المنظار 9 شا 16: ذو قناة بصرية واحدة.
تكبير المنظار: 8 مرات.
حقل الرؤية: 11.5 درجة.
وزن المنظار: 1.7 كلغ.
وزن البطارية: 2.4 كلغ.
جهد البطارية: 12 فولت.
مدة العمل المضمون لحقيبة الإطلاق: 50 صاروخاً على الأقل.
زمن إعداد القاعدة للرمي: 120 ثانية.
زمن القاعدة للرحيل: 100 ثانية.
أما الأقسام الرئيسيــة للقاعــدة الأرضية فهي: لوحة القيـادة والإطــلاق  المنظار  البطارية  الحقيبة القماشية والتوابع.
- الصاروخ مالوتكا 9م14م:
المميزات العددية لهذا الصاروخ هي على النحو الآتي:
طول الصاروخ: 86 سنتم.
عرض الصاروخ والأجنحة مفتوحة: 39.3 سنتم.
عرض الصاروخ والأجنحة مطوية: 18.5 سنتم.
عيار الصاروخ: 12.5 سنتم.
وزن الصاروخ: 10.9 كلغ.
زمن احتراق حشوة الإطلاق: 68% من الثانية.
زمن احتراق الخطاطة: 27.1 ثانية.
زمن احتراق حشوة المسير: 27.1 ثانية.
طول سلك التوجيه: 3000 م + أو- 100 م.
السرعة المتوسطة: 120 م/ث.
المدى الأقصى للرمي: 3000م + أو- 100 م.
المدى الأدنى للرمي: 500 م.
قدرة الاختراق بالفولاذ: من 40 إلى 60 سنتم.
قدرة الاختراق في الإسمنت المسلح: 100 سنتم.
قدرة الاختراق في الإسمنت العادي: 150 سنتم.
أما الأقسام الرئيسية لمالوتكا 9م14م فهي:
الرأس القتالي مع الصمامة.
قسم المحركات.
قسم الأجنحة مع الخطاطة.
قسم الأجهزة.
الكتلة الخلفية.
- الحقيبة رقم 2 و3 وسكة الإطلاق:
يوضع الصاروخ في حقيبة الظهر، وقد فصل عنه الرأس القتالي، كما توضع سكة الإطلاق موصولة بالصاروخ، ملف السلك مع السلك، الغوارز, وعلى غطاء الحقيبة توجد حمّالة يدوية وحمّالات كتف. تستخدم هذه الحقيبة لنقل سكة إطلاق واحدة مع صاروخ واحد.
وتستخدم سكة الإطلاق لوضع صاروخ عليها وإعطائه زاوية ارتفاع ولتأمين الإتصال الكهربائي للصاروخ مع جهاز القيادة الأرضية. تثبت سكة الإطلاق على غطاء الحقيبة رقم 2 و3 الذي يستعمل أثناء الرمي: ومهمة السكة هي إعطاء التوجيه البدئي للصاروخ عند الإطلاق بزاوية متوسطة وهي 120 ألفي.